# Flavigny-le-Grand-et-Beaurain
Pour les articles homonymes, voir Flavigny et Beaurain (homonymie).
Flavigny-le-Grand-et-Beaurain est une commune française située dans le département de l'Aisne en région Hauts-de-France.

## Géographie

### Communes limitrophes
| Lesquielles-Saint-Germain | Villers-lès-Guise             | Monceau-sur-Oise |

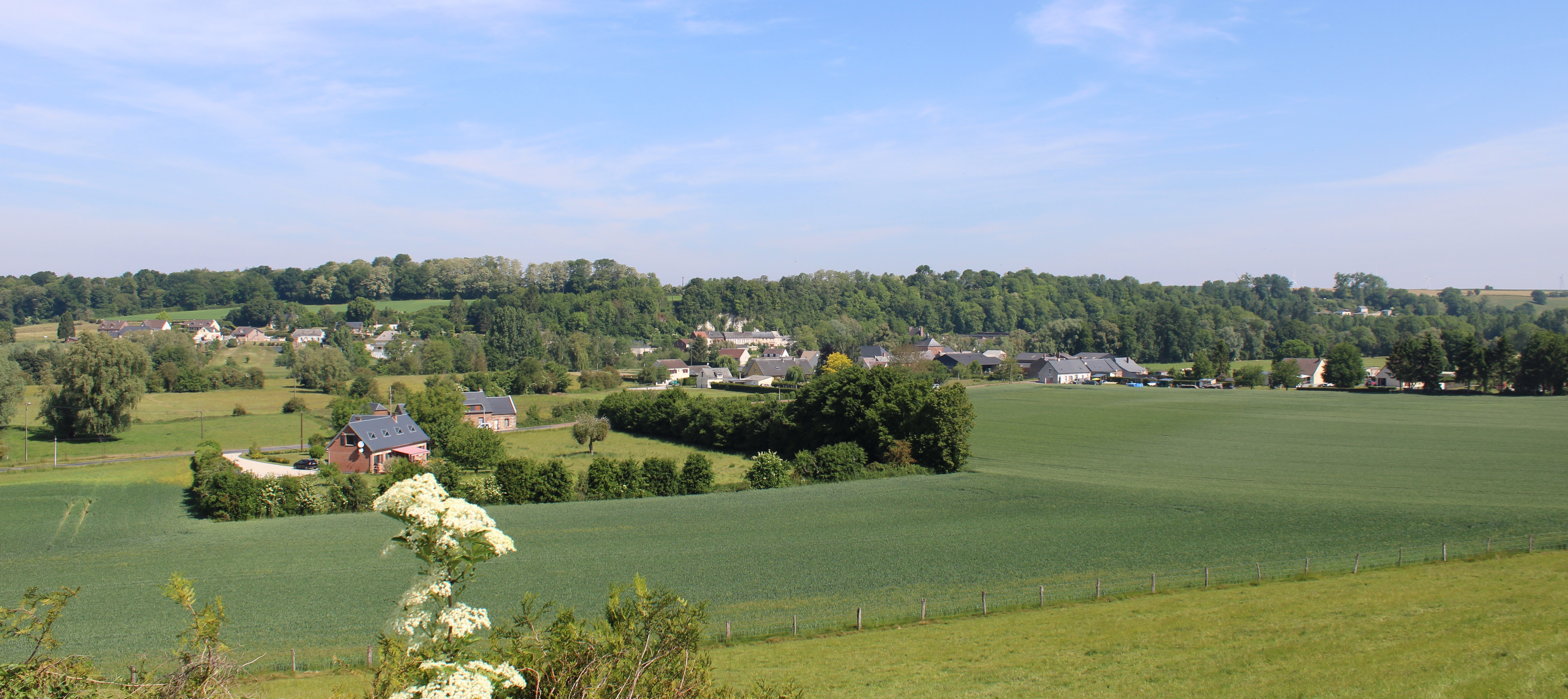
Panorama de Flavigny-le-Grand depuis les hauteurs de l'église.

| Guise                     | Flavigny-le-Grand-et-Beaurain | Wiège-Faty       |
| Audigny                   | Puisieux-et-Clanlieu          | Colonfay         |

### Hydrographie
La commune est située dans le bassin Seine-Normandie. Elle est drainée par l'Oise, le ruisseau des Fonds, la Berdouille et l'Oise,,.
L'Oise prend sa source en Belgique, à 309 mètres d'altitude, dans l'ancienne commune de Forges et se jette dans la Seine à 20 mètres d'altitude, au Pointil en rive droite et en aval du centre de Conflans-Sainte-Honorine dans le département des Yvelines. D'une longueur 341 kilomètres, elle est presque entièrement navigable et bordée de canaux sur 104 kilomètres. Les caractéristiques hydrologiques de l'Oise sont données par la station hydrologique située sur la commune. Le débit moyen mensuel est de 11,2 m3/s. Le débit moyen journalier maximum est de 201 m3/s, atteint lors de la crue du 16 juillet 2021. Le débit instantané maximal est quant à lui de 218 m3/s, atteint le 15 juillet 2021.

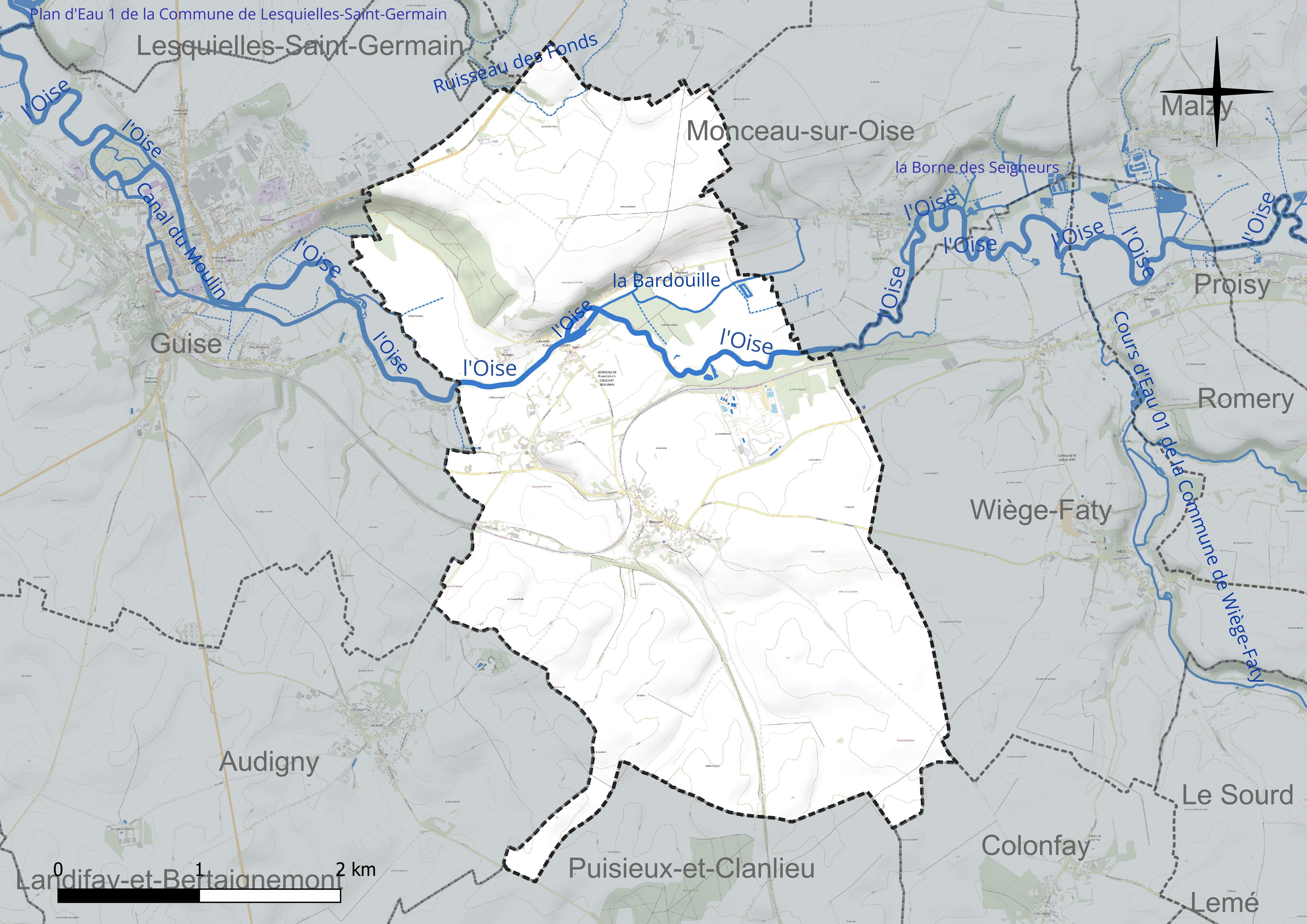
Réseau hydrographique de Flavigny-le-Grand-et-Beaurain.

### Climat
Pour des articles plus généraux, voir Climat des Hauts-de-France et Climat de l'Aisne.
En 2010, le climat de la commune est de type climat océanique dégradé des plaines du Centre et du Nord, selon une étude du CNRS s'appuyant sur une série de données couvrant la période 1971-2000. En 2020, Météo-France publie une typologie des climats de la France métropolitaine dans laquelle la commune est exposée à un climat océanique altéré et est dans la région climatique Nord-est du bassin Parisien, caractérisée par un ensoleillement médiocre, une pluviométrie moyenne régulièrement répartie au cours de l'année et un hiver froid (3 °C).
Pour la période 1971-2000, la température annuelle moyenne est de 10,1 °C, avec une amplitude thermique annuelle de 14,9 °C. Le cumul annuel moyen de précipitations est de 792 mm, avec 12,7 jours de précipitations en janvier et 9,3 jours en juillet. Pour la période 1991-2020, la température moyenne annuelle observée sur la station météorologique la plus proche, située sur la commune de Fontaine-lès-Vervins à 18 km à vol d'oiseau, est de 10,5 °C et le cumul annuel moyen de précipitations est de 826,3 mm,. Pour l'avenir, les paramètres climatiques de la commune estimés pour 2050 selon différents scénarios d'émission de gaz à effet de serre sont consultables sur un site dédié publié par Météo-France en novembre 2022.

## Urbanisme

### Typologie
Au 1er janvier 2024, Flavigny-le-Grand-et-Beaurain est catégorisée commune rurale à habitat dispersé, selon la nouvelle grille communale de densité à 7 niveaux définie par l'Insee en 2022.
Elle est située hors unité urbaine. Par ailleurs la commune fait partie de l'aire d'attraction de Guise, dont elle est une commune de la couronne,. Cette aire, qui regroupe 21 communes, est catégorisée dans les aires de moins de 50 000 habitants,.

### Occupation des sols
L'occupation des sols de la commune, telle qu'elle ressort de la base de données européenne d'occupation biophysique des sols Corine Land Cover (CLC), est marquée par l'importance des territoires agricoles (91,2 % en 2018), une proportion identique à celle de 1990 (91,2 %). La répartition détaillée en 2018 est la suivante : 
terres arables (78,1 %), prairies (10,8 %), forêts (4,1 %), zones urbanisées (2,6 %), zones agricoles hétérogènes (2,3 %), milieux à végétation arbustive et/ou herbacée (2 %).
L'évolution de l'occupation des sols de la commune et de ses infrastructures peut être observée sur les différentes représentations cartographiques du territoire : la carte de Cassini (XVIIIe siècle), la carte d'état-major (1820-1866) et les cartes ou photos aériennes de l'IGN pour la période actuelle (1950 à aujourd'hui).

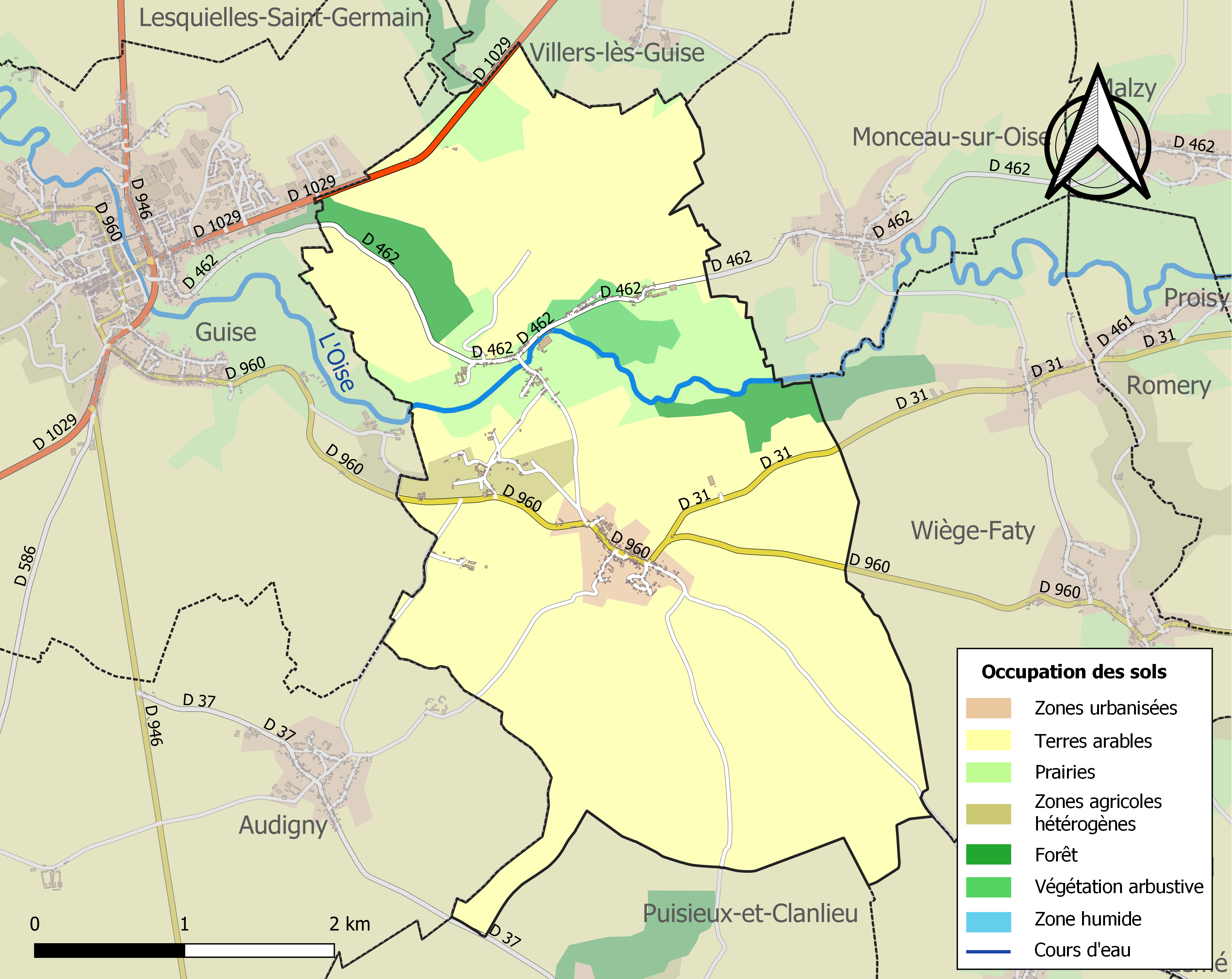
Carte de l'occupation des sols de la commune en 2018 (CLC).

## Toponymie

### Flavigny
Flavigny-le-Grand est mentionnée pour la première fois en 1156 dans un cartulaire de l'abbaye Saint-Martin de Laon, puis Flavigniacum, Flavigny, Exclesis parrochialis Sancti-Salvatoris de Flavignacum, Flavignacum-Magnum, Grand-Flavigny en 1612 et enfin Flavigny-le-Grand au XIXe siècle.
Flavigny-le-Petit est citée pour la première fois en 1129 sous l'appellation Flaveniacus, puis Flavegni, Flaveni, Flavegniacus-Parvus, Flavvigny-juxta-Audenis, Flavigni-de-les-Guise, Flavigny-Saint-Souplly, Flavigny-les-Guise en 1584 puis Petit-Flavigny sur la carte de Cassini.
 Flavigny-le-Petit et Flavigny-le-Grand ne formaient qu'une seule communauté avec Saint-Sulpice de Guise en 1612.

### Beaurain
Beaurain est un ancien hameau attesté sous les formes Bellus-Ramus, Biaurain en 1264 ; ville de Biaurainc en 1331 ; Biauraing en 1335 ; Byaurain en 1337 ; Beaurains en 1483 ; Beaurin en 1709 ; Beaurain sur la carte de Cassini vers 1750.
De l'oïl bel « beau » et rain « rameau , ramée , ramille ».
- Hucquigny

Ce hameau est attesté sous la forme Huquignez en 1322
- Morcourt : Morecourt en 1612[22].
- La Bussière : ce hameau est mentionné en latin médiéval à propos de son moulin Molendinum de Buxeria en 1225[23].

## Histoire
|  |  |  |

Les églises fortifiées de Thiérache 

Lors de la Guerre franco-espagnole de 1635 à 1659, les villages de la région furent constamment ravagés aussi bien par les troupes françaises qu'étrangères. C'est à cette époque que les villages de Thiérache, comme Flavigny-le-Grand-et-Beaurain, transforment leur clocher en forteresse pour permettre aux habitants de s'y réfugier an cas d'attaque.

Carte de Cassini

La carte de Cassini montre qu'au XVIIIe siècle, l'église de Beaurain est située à l'écart du village, entre Beaurain, Petit-Flavigny et Grand-Flavigny qui sont des hameaux sans église .

Le hameau de "Hucquigny" avec son moulin à eau représenté par une roue dentée sur l'Oise ainsi que les fermes de "la Bussière" et "Morcourt" existent encore de nos jours sur la rive droite de l'Oise.

Une monographie sur le village, consultable sur le site des archives départementales de l'Aisne a été écrite en 1888 par M. Toulouse.

Le moulin de la Bussière a été reconverti en 1830 en une filature de coton qui occupait 246 ouvriers et une usine de tissage avec 147 ouvriers en 1888
Première Guerre mondiale

Le 30 août 1914, soit moins d'un mois après la déclaration de la guerre, le village est occupé par les troupes allemandes après la défaite de l'armée française lors de la bataille de Guise. Pendant toute la guerre, Flavigny-le-Grand-et-Beaurain restera loin du front qui se stabilisera à environ 150 km à l'ouest aux alentours de Péronne. Les habitants vivront sous le joug des Allemands : réquisitions de logements, de matériel, de nourriture, travaux forcés.
Ce n'est que le 5 novembre 1918 vers  7 h 30 du matin que Flavigny-le-Grand est libérée par le 115e bataillon de chasseurs à pied. Beaurain est libérée le même jour à 9 h 15 par le 70e bataillon de chasseurs à pied.
Sur le monument aux morts sont écrits les noms des 33 soldats de la commune morts au Champ d'Honneur  lors de la Grande Guerre.

## Politique et administration

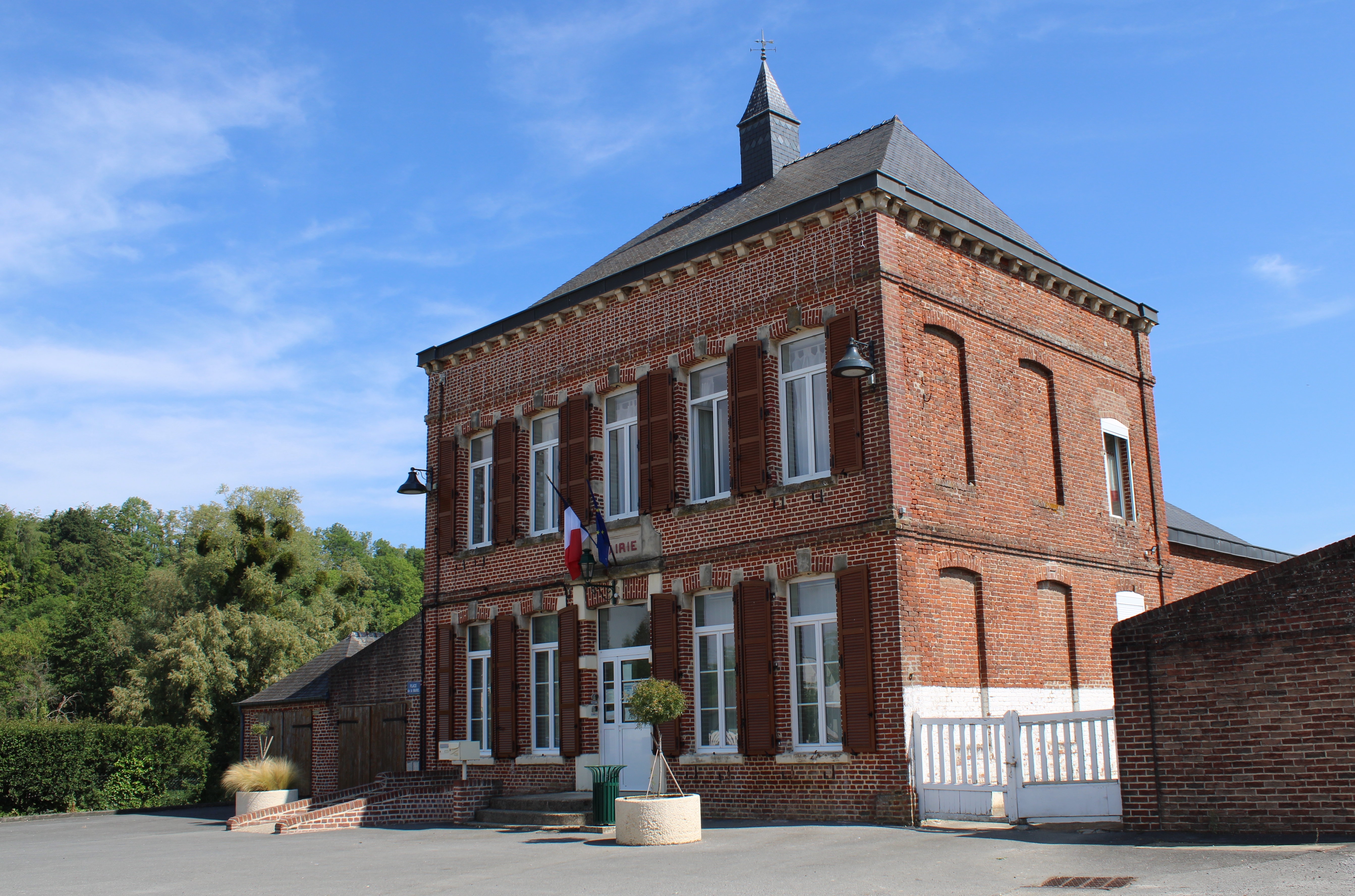
La mairie située près de l'Oise.

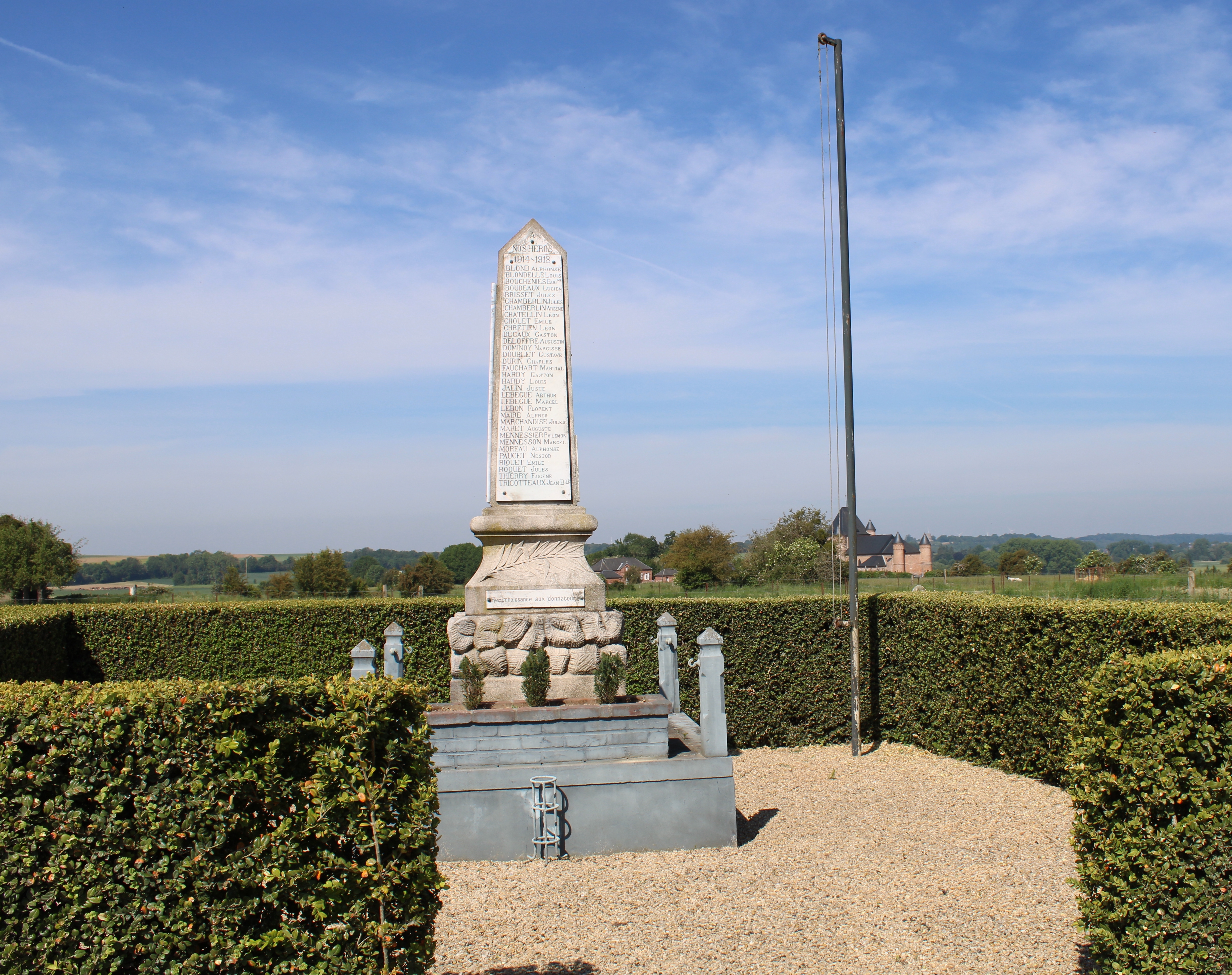
Le monument aux morts.

### Découpage territorial
La commune de Flavigny-le-Grand-et-Beaurain est membre de la communauté de communes Thiérache Sambre et Oise, un établissement public de coopération intercommunale (EPCI) à fiscalité propre créé le 1er janvier 2017 dont le siège est à Guise. Ce dernier est par ailleurs membre d'autres groupements intercommunaux.
Sur le plan administratif, elle est rattachée à l'arrondissement de Vervins, au département de l'Aisne et à la région Hauts-de-France. Sur le plan électoral, elle dépend du  canton de Guise pour l'élection des conseillers départementaux, depuis le redécoupage cantonal de 2014 entré en vigueur en 2015, et de la troisième circonscription de l'Aisne  pour les élections législatives, depuis le dernier découpage électoral de 2010.

### Administration municipale
| Période                                  | Période                       | Identité           | Étiquette | Qualité                                                                                   |
| ---------------------------------------- | ----------------------------- | ------------------ | --------- | ----------------------------------------------------------------------------------------- |
| Les données manquantes sont à compléter. |                               |                    |           |                                                                                           |
| mars 2001                                | mars 2008                     | Gabriel Provoost   |           |                                                                                           |
| mars 2008                                | avril 2014                    | Jean-Marie Wallet  |           |                                                                                           |
| avril 2014                               | En cours (au 12 juillet 2020) | Olivier Hennechart | SE        | Responsable de restauration à l'hôpital de Guise et Bohain Réélu pour le mandat 2020-2026 |

## Démographie
L'évolution du nombre d'habitants est connue à travers les recensements de la population effectués dans la commune depuis 1793. Pour les communes de moins de 10 000 habitants, une enquête de recensement portant sur toute la population est réalisée tous les cinq ans, les populations de référence des années intermédiaires étant quant à elles estimées par interpolation ou extrapolation. Pour la commune, le premier recensement exhaustif entrant dans le cadre du nouveau dispositif a été réalisé en 2004.

En 2022, la commune comptait 438 habitants, en évolution de −8,75 % par rapport à 2016 (Aisne : −1,97 %, France hors Mayotte : +2,11 %).
| 1793 | 1800 | 1806 | 1821 | 1831 | 1836  | 1841  | 1846  | 1851  |
| ---- | ---- | ---- | ---- | ---- | ----- | ----- | ----- | ----- |
| 533  | 590  | 617  | 634  | 856  | 1 228 | 1 352 | 1 465 | 1 428 |

| 1856  | 1861  | 1866  | 1872  | 1876 | 1881  | 1886 | 1891  | 1896  |
| ----- | ----- | ----- | ----- | ---- | ----- | ---- | ----- | ----- |
| 1 316 | 1 308 | 1 207 | 1 042 | 983  | 1 072 | 930  | 1 122 | 1 098 |

| 1901  | 1906  | 1911 | 1921 | 1926 | 1931 | 1936 | 1946 | 1954 |
| ----- | ----- | ---- | ---- | ---- | ---- | ---- | ---- | ---- |
| 1 043 | 1 055 | 966  | 786  | 719  | 671  | 639  | 551  | 634  |

| 1962 | 1968 | 1975 | 1982 | 1990 | 1999 | 2004 | 2006 | 2009 |
| ---- | ---- | ---- | ---- | ---- | ---- | ---- | ---- | ---- |
| 597  | 563  | 505  | 478  | 466  | 464  | 441  | 425  | 466  |

| 2014 | 2019 | 2022 | - | - | - | - | - | - |
| ---- | ---- | ---- | - | - | - | - | - | - |
| 474  | 444  | 438  | - | - | - | - | - | - |

## Culture locale et patrimoine

### Galerie

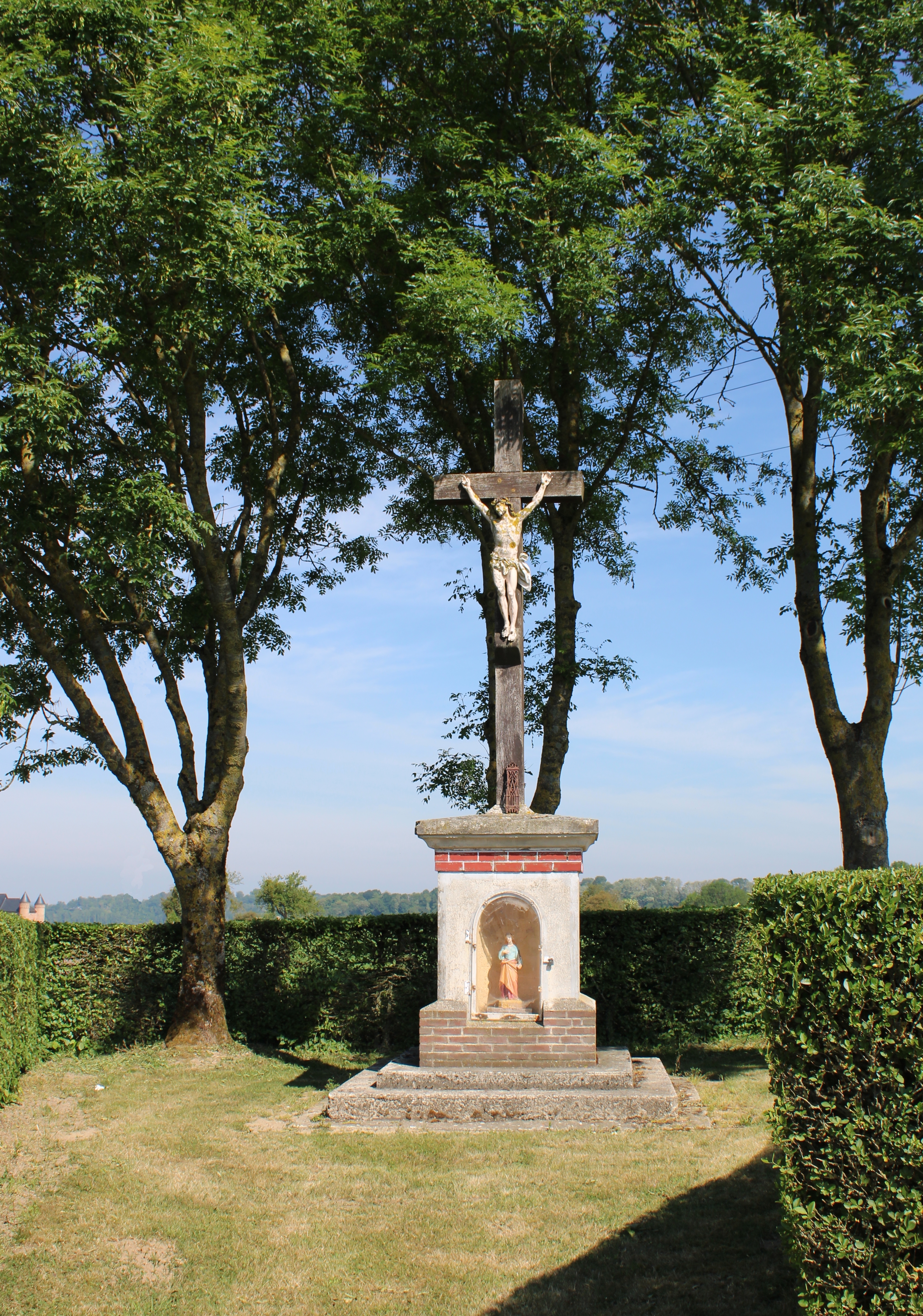
Le calvaire.
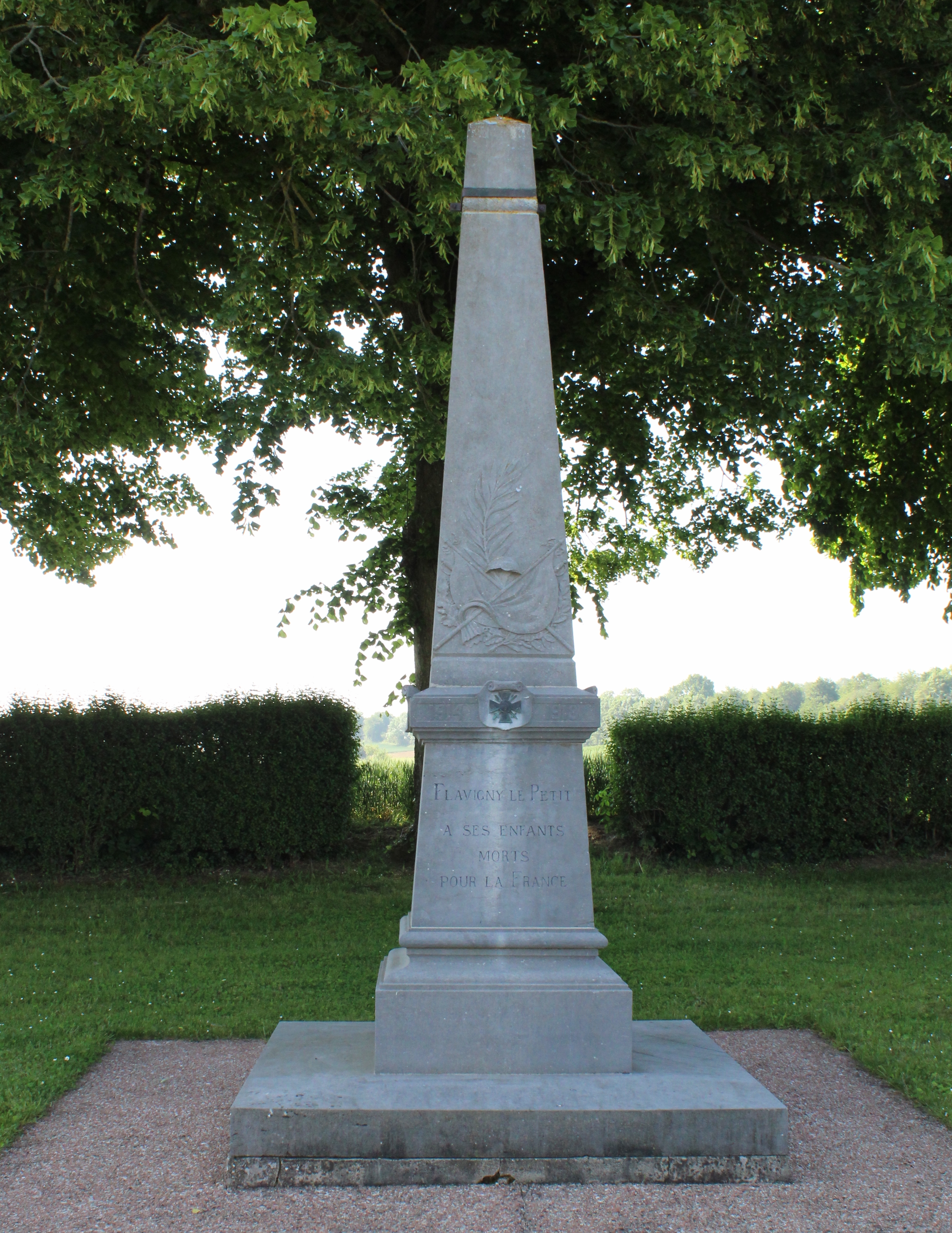
Le monument aux morts de Flavigny-le-Petit.
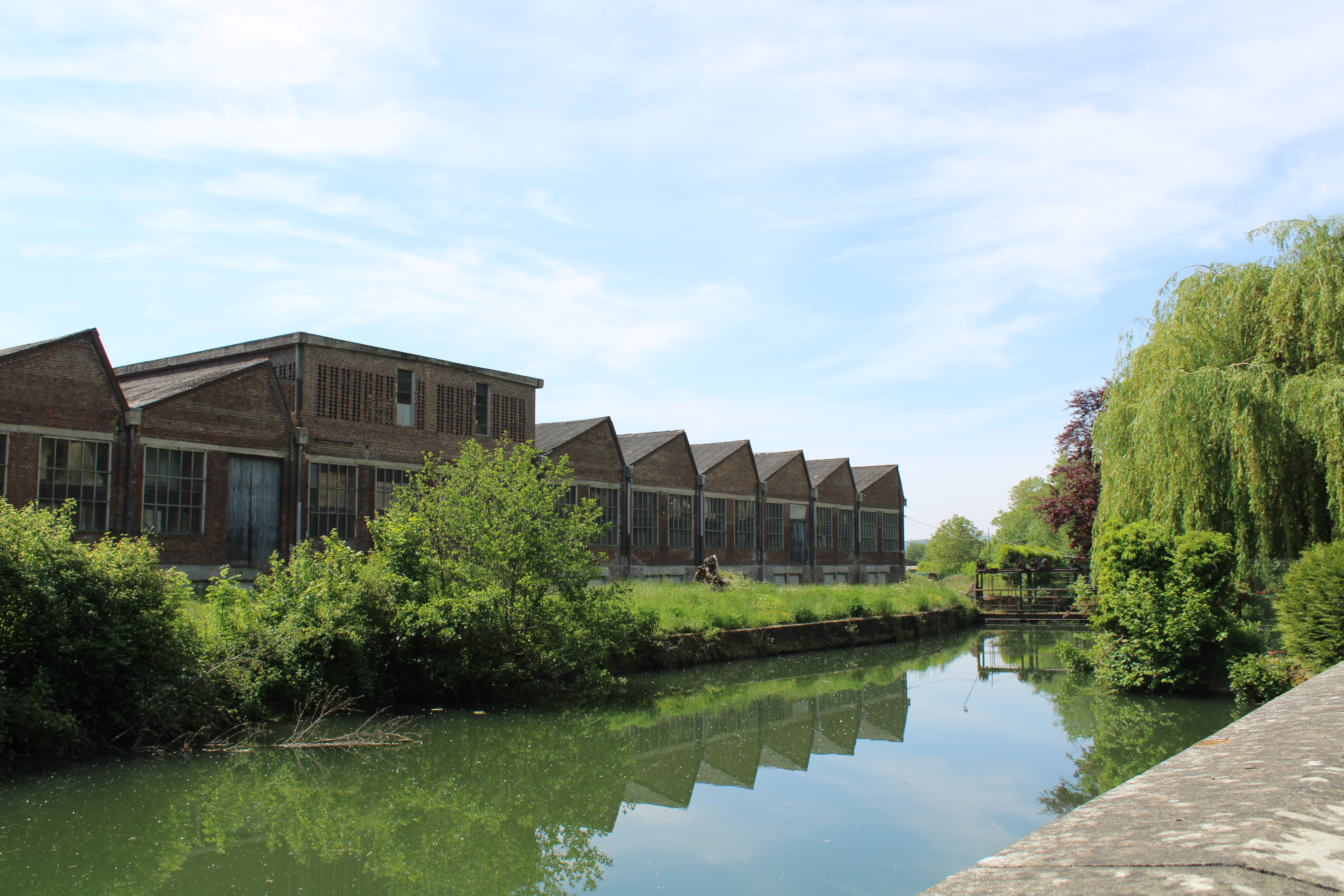
Vestiges du moulin à eau du hameau de "la Bussière".
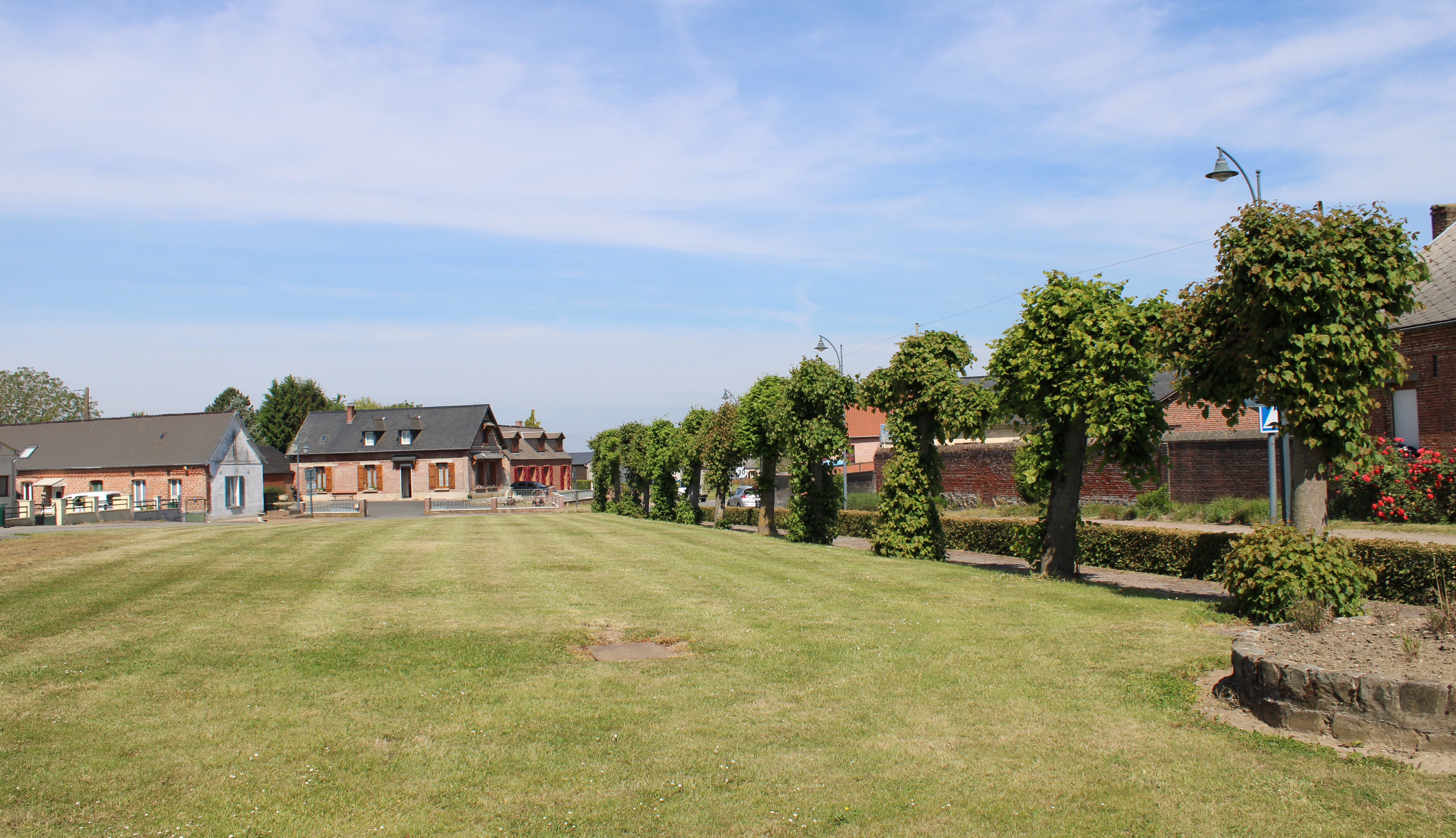
La place de Beaurain.
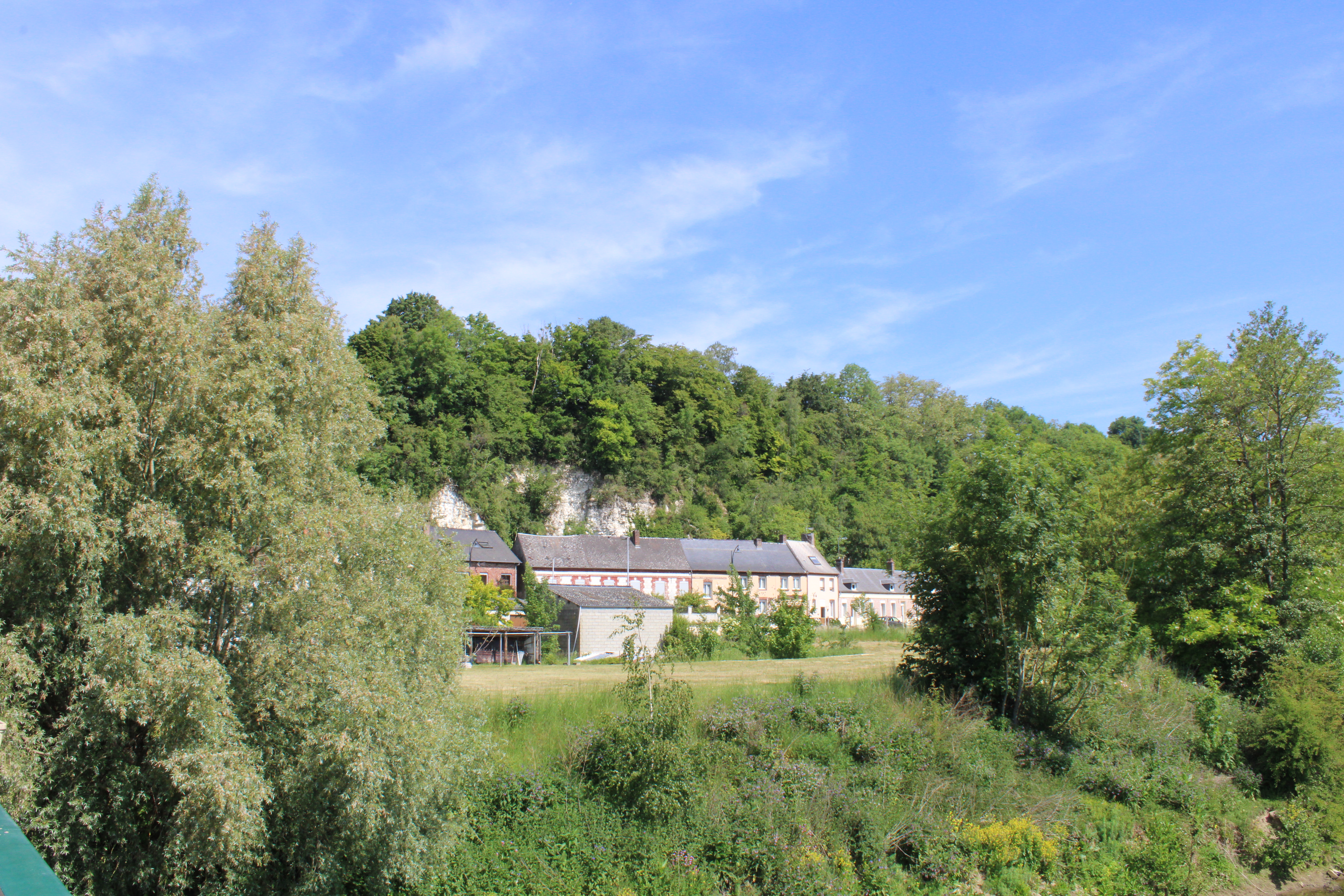
Les maisons du hameau de La Bussière nichées au pied de la falaise.

### Personnalités liées à la commune
- Amédée Doublemard (1826-1900), sculpteur né dans la commune.

## Pour approfondir